# Signeulx
Signeulx is een dorp in de Belgische provincie Luxemburg. Het ligt in de gemeente Musson, in de Gaume. Het plaatsje ligt aan de Vire.

## Geschiedenis
Tijdens het ancien régime was Signeulx afhankelijk van de parochie van Bleid. Op het eind van het ancien régime werd het een gemeente, maar deze werd in 1823 opgeheven en bij Bleid gevoegd.
Bij de gemeentelijke herindeling van 1977 werd Signeulx overgeheveld van Bleid, dat bij Virton werd gevoegd, naar de gemeente Musson.

## Verkeer en vervoer
Signeulx ligt aan de N88 tussen Virton en Musson.

## Bezienswaardigheden

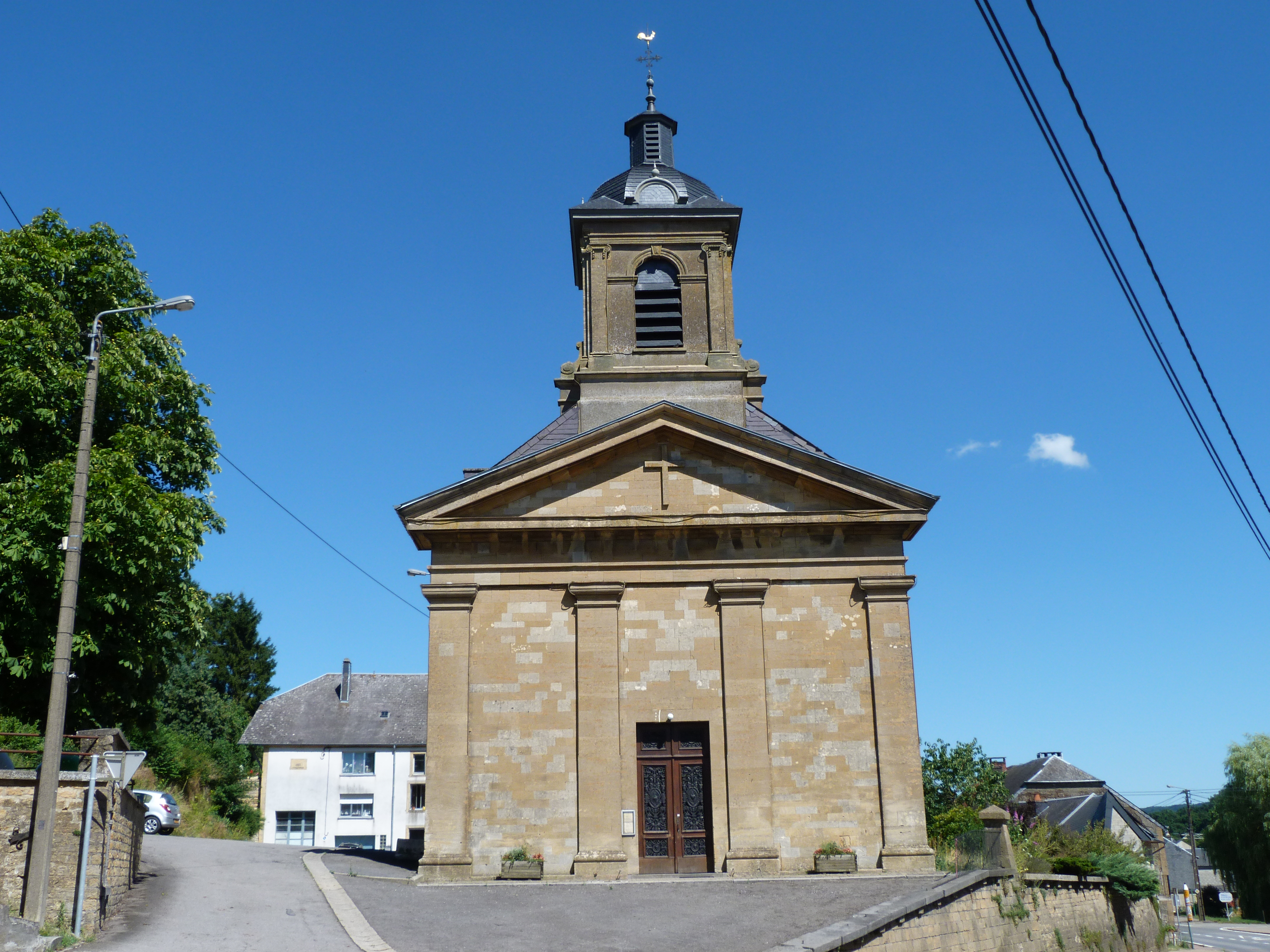
Église Notre-Dame

De Église Notre-Dame
Deelgemeenten: Musson · Mussy-la-Ville

Overige dorpen: Baranzy · Gennevaux · Signeulx · Willancourt

Belgische gemeenten · Arrondissement Virton · Luxemburg · Wallonië